# 設楽町立津具中学校
設楽町立津具中学校（したらちょうりつ つぐちゅうがっこう）は、愛知県北設楽郡設楽町津具にあった公立中学校。設楽町立津具小学校の児童が進学していた。
生徒数の減少により2024年（令和6年）3月31日で閉校し、設楽中学校と統合した。

## 歴史
- 1947年（昭和22年） - 北設楽郡上津具村、下津具村の組合立として津具中学校が開校。
- 1956年（昭和31年）10月  - 津具村発足に伴い、「津具村立津具中学校」に改称。
- 1995年（平成7年） - 3年生全員のアメリカ研修を開始。
- 2005年（平成17年）10月1日 - 設楽町への合併に伴い、「設楽町立津具中学校」に改称[2]。
- 2022年（令和4年）7月 - 設楽町教育委員会が「設楽町教育振興基本計画(令和4年度〜令和8年度)」を策定し、2023年度をもって津具中学校を閉校し、設楽中学校と統合する方針を決定[3]。
- 2024年（令和6年）
  - 3月24日 - 閉校式を挙行[2][1]。
  - 3月31日 - 閉校[2]。

## 生徒数の推移
- 1947年（昭和22年） - 351人
- 1957年（昭和32年） - 317人
- 1967年（昭和42年） - 230人
- 1977年（昭和52年） - 127人
- 1987年（昭和62年） - 78人
- 1997年（平成9年） - 66人